# Barbora Laláková
Barbora Laláková (* 2. května 1981, Brandýs nad Labem) je bývalá česká atletka, jejíž specializací byl skok do výšky. Je držitelkou českého halového rekordu, jehož hodnota je 199 cm.

## Kariéra
S atletikou začínala v roce 1995 v oddíle SK Spartak Praha 4 pod vedením trenéra Adolfa Véleho, a zůstala zde až do roku 2004. Později přestoupila a hájila barvy USK Praha, kde ji vedl trenér Michal Pogány. V roce 2002 splnila limit na halové ME do Vídně i na ME v atletice do Mnichova. Na obou šampionátech se ji však nepodařilo postoupit z kvalifikace.
14. února 2006 překonala v Banské Bystrici na Banskobystrické laťce výšku 199 cm. O dva cm tehdy překonala halový rekord Zuzany Hlavoňové z roku 1999 a zároveň si výrazně oproti roku 2005 vylepšila osobní maximum. Na území České republiky však dokázala nejlépe skočit Iva Straková, která v Čejkovicích zdolala laťku ve výšce 198 cm.
Je trojnásobnou vítězkou mítinku Beskydská laťka (2004, 2006, 2008), vítězkou mítinku Ostravská laťka (2009), Brněnská laťka (2005), Čejkovická laťka (2005 a 2006) či Memoriálu Ludvíka Daňka (2006).

### Zranění a návrat
21. ledna 2008 zvítězila výkonem 197 cm na Beskydské laťce. Tímto výkonem stanovila rekord závodu ale zároveň splnila kvalifikační limit na olympijské hry do Pekingu. Její první olympiáda ji ovšem nebyla souzena. Na konci dubna na přípravném soustředění na Kanárských ostrovech si v tréninku přetrhla achillovku na levé, odrazové noze a zpět ke skákání se mohla vrátit až ke konci roku. V roce 2009 se vrátila k závodění, avšak jejím maximem v halové i v letní sezóně bylo 185 cm.
Atletickou kariéru definitivně ukončila na podzim roku 2010. V halové sezóně bylo jejím maximem 187 cm, v letní sezóně poté 185 cm, což k účasti na evropském šampionátu v Barceloně nestačilo.

### Úspěchy
| Rok  | Závod                              | Místo                    | Umístění    | Výkon  |
| ---- | ---------------------------------- | ------------------------ | ----------- | ------ |
| 1998 | Mistrovství světa juniorů          | Annecy, Francie          | kvalifikace | 1,70 m |
| 1999 | Mistrovství Evropy juniorů         | Riga, Lotyšsko           | 7. =        | 1,82 m |
| 2000 | Mistrovství světa juniorů          | Santiago de Chile, Chile | 9. =        | 1,80 m |
| 2001 | ME do 23 let 2001                  | Amsterdam, Nizozemsko    | 8.          | ?      |
| 2002 | Halové ME v atletice 2002          | Vídeň, Rakousko          | kvalifikace | 1,84 m |
| 2002 | Mistrovství Evropy v atletice 2002 | Mnichov, Německo         | kvalifikace | 1,83 m |
| 2003 | ME do 23 let 2003                  | Bydhošť, Polsko          | 8. =        | 1,87 m |
| 2003 | Univerziáda                        | Tegu, Jižní Korea        | 9. =        | 1,80 m |
| 2006 | Halové MS v atletice 2006          | Moskva, Rusko            | kvalifikace | 1,90 m |
| 2006 | Mistrovství Evropy v atletice 2006 | Göteborg, Švédsko        | kvalifikace | 1,87 m |
| 2007 | Mistrovství světa v atletice 2007  | Ósaka, Japonsko          | 15. =       | 1,90 m |
| 2008 | Halové MS v atletice 2008          | Valencie, Španělsko      | kvalifikace | 1,81 m |

### Mistrovství ČR v hale
| Rok  | Místo            | Umístění | Výkon  |
| ---- | ---------------- | -------- | ------ |
| 2001 | ?                | 1.       | 1,80 m |
| 2002 | Praha, Stromovka | 1.       | 1,88 m |
| 2004 | Praha, Stromovka | 1.       | 1,89 m |
| 2005 | Praha, Stromovka | 2.       | 1,89 m |
| 2006 | Praha, Stromovka | 1.       | 1,92 m |
| 2009 | Praha, Stromovka | 4. =     | 1,75 m |
| 2010 | Praha, Stromovka | 3.       | 1,84 m |

### Mistrovství ČR na dráze
| Rok  | Místo          | Umístění | Výkon  |
| ---- | -------------- | -------- | ------ |
| 2001 | ?              | 1.       | 1,83 m |
| 2002 | Ostrava        | 2.       | 1,84 m |
| 2003 | Olomouc        | 3.       | 1,84 m |
| 2004 | Plzeň          | 2.       | 1,84 m |
| 2005 | Kladno         | 2.       | 1,87 m |
| 2006 | Praha          | 1.       | 1,94 m |
| 2007 | Třinec         | 3.       | 1,88 m |
| 2009 | Praha, Strahov | 3.       | 1,76 m |
| 2010 | Třinec         | 5.       | 1,70 m |